# 1934
| 1934                                                         |
| ------------------------------------------------------------ |
| Dødsfald - Fødsler                                           |
| • Begivenheder • Film • Litteratur • Musik • Politik • Sport |

| Gregoriansk kalender | 1934 MCMXXXIV           |
| Ab urbe condita      | 2687                    |
| Armensk kalender     | 1383 ԹՎ ՌՅՁԳ            |
| Kinesiske kalender   | 4630 – 4631 癸酉 – 甲戌 |
| Etiopisk kalender    | 1926 – 1927             |
| Jødisk kalender      | 5694 – 5695             |
| Hindukalendere       |                         |
| - Vikram Samvat      | 1989 – 1990             |
| - Shaka Samvat       | 1856 – 1857             |
| - Kali Yuga          | 5035 – 5036             |
| Iransk kalender      | 1312 – 1313             |
| Islamisk kalender    | 1353 – 1354             |

Konge i Danmark: Christian 10. 1912-1947
Se også 1934 (tal)

## Begivenheder

### Februar
- 9. februar - Jugoslavien, Rumænien, Grækenland og Tyrkiet danner Balkan-ententen som forsvar mod Bulgarien i de ofte forekommende grænsestridigheder i perioden

### Marts
- 26. marts - Køreprøver bliver indført i England

### April
- 3. april – Københavns første S-togs-linje åbnes (Frederiksberg – Vanløse – Nørrebro – Hellerup)

### Maj
- 7. maj - Verdens største perle (Lao-tzes Perle) bliver fundet ved Palawan på Filippinerne i en kæmpemuslingeskal. Den er 24 cm lang og 14 cm i diameter og vejer 6,37 kg.
- 15. maj - Kārlis Ulmanis etableret et autoritært regime i Letland
- 23. maj - parret Bonnie og Clyde, som er efterlyst for mord og røveri, lokkes i baghold ved Gibland i Louisiana, hvor de skydes af politifolk
- 30. maj - Nazisterne i Tyskland indleder retssager mod påståede kommunister

### Juni
- 9. juni - Anders And ser dagens lys i Den kloge lille høne
- 13. juni - Adolf Hitler og Benito Mussolini mødes i Venedig. Efter mødet omtaler Mussolini Hitler som "en tosset lille abe"
- 30. juni – De lange knives nat i Tyskland hvor blandt andre Ernst Röhm bliver arresteret og efterfølgende myrdet

### August
- 2. august – Adolf Hitler bliver tysk Führer og bliver dermed både statsoverhoved og rigskansler

### September
- 4. september -  i Nürnberg deltager over 750.000 tilhængere i Nazi-partiets kongres
- 18. september – Sovjetunionen tilslutter sig Folkeforbundet
- 19. september -  Bruno Hauptmann arresteres for kidnapning af Charles Lindberghs søn. Han henrettes senere for forbrydelsen, formentlig uden at være skyldig.

### Oktober
- 9. oktober - en attentatmand fra den kroatiske fascistiske terrororganisation Ustaše dræber i Marseille kong Alexander 1. af Jugoslavien og den franske udenrigsminister Louis Barthou
- 12. oktober - Peter 2. bliver konge i Rumænien efter sin myrdede fader kong Alexander
- 15. oktober - Kinas Sovjetiske Republik falder for Chiang Kai-sheks tropper
- 16. oktober – Den lange march: Kinas kommunistiske partis Folkets Befrielseshær indleder sit militære tilbagetog

### December
- 1. december - Sergej Kirov bliver myrdet på gaden i Leningrad
- 27. december - den persiske regering beslutter, at landet Persien for fremtiden skal hedde Iran
- 29. december - Japan frafalder Washington Naval Treaty fra 1922 og London Naval Treaty fra 1930

## Født

### Januar
- 1. januar – Gheorghe Dinică, rumænsk skuespiller (død 2009).
- 8. januar – Georg Riedel, svensk musiker og komponist (død 2024)
- 20. januar – Finn Bentzen, dansk tegner, forfatter, producer og instruktør (død 2008).

### Februar
- 7. februar – Edward Fenech Adami, maltesisk politiker.
- 8. februar – Anne Jerichow, dansk programvært og udsendelsesleder (død 2004).
- 11. februar – John Surtees, britisk racerkører (død 2017).
- 15. februar - Georg Ursin, dansk jurist og forfatter (død 2013).
- 21. februar - Rue McClanahan, amerikansk skuespillerinde (død 2010).

### Marts
- 3. marts – Hanne Reintoft, dansk forfatter og socialrådgiver (død 2025).
- 9. marts – Jurij Gagarin, første menneske i rummet (død 1968). – flyulykke.
- 25. marts – Jytte Abildstrøm, dansk skuespillerinde og teaterdirektør (død 2025).

### April
- 3. april - Jane Goodall, britisk primatolog, antropolog mm.
- 5. april - Ib Glindemann, dansk jazzmusiker (død 2019).
- 16. april - Victor "Vicar" José Arriagada Ríos, spansk tegneserieskaber (død 2012).
- 24. april – Shirley MacLaine, amerikansk skuespillerinde.
- 25. april – Edith Brodersen, kgl. dansk operasanger (død 1979).
- 29. april – Birgitte Price, dansk skuespillerinde og teaterinstruktør (død 1997).

### Maj
- 30. maj – Aleksej Leonov, russisk kosmonaut (død 2019).

### Juni
- 6. juni – Albert 2. af Belgien, belgisk konge.
- 11. juni – Henrik, dansk prinsegemal (død 2018).
- 29. juni – Henning Kronstam, kgl. dansk balletchef og -danser (død 1995).

### Juli
- 1. juli – Sydney Pollack, amerikansk filminstruktør (død 2008).
- 1. juli – Claude Berri, fransk filminstruktør (død 2009).
- 1. juli – Ilselil Larsen, dansk skuespillerinde (død 2025).
- 4. juli – Knud Erik Pedersen, dansk forfatter (død 2024).
- 16. juli – Povl Ole Fanger, dansk forsker og professor (død 2006).

### August
- 1. august − Peter Dommisch, tysk skuespiller (død 1991).
- 2. august – Valery Bykovskij, sovjetisk kosmonaut (død 2019).
- 19. august – Renée Richards, amerikansk øjenlæge og tennisspiller.
- 22. august – Erik Stinus, dansk digter (død 2009).
- 22. august - Norman Schwarzkopf, amerikansk general (død 2012).

### September
- 4. september – Otto Brandenburg, dansk sanger, musiker og skuespiller (død 2007).
- 4. september - Eduard Khil, russisk baryton, også kendt som Trololo-manden (død 2012).
- 8. september - Peter Maxwell Davies, britisk komponist (død 2016).
- 20. september – Sophia Loren, italiensk skuespillerinde.
- 21. september – Leonard Cohen, canadisk digter, sangskriver og sanger (død 2016).
- 27. september – Claude Jarman Jr., amerikansk barneskuespiller (død 2025).
- 28. september – Brigitte Bardot, fransk skuespillerinde.

### Oktober
- 9. oktober – Adolph Johannes Brand (skiftede senere navn til Abdullah Ibrahim), sydafrikansk pianist.
- 15. oktober – Poul Borum, dansk forfatter (død 1996).
- 29. oktober – Prins Richard, tysk prins (død 2017).

### November
- 9. november - Carl Sagan, amerikansk astronom og astrobiolog (død 1996).

### December
- 5. december – Grete Klitgaard, dansk refrænsangeri (død 1964).
- 5. december – Joan Didion, amerikansk forfatter (død 2021).
- 5. december – Ingvar Hirdwall, svensk skuespiller (død 2023).
- 9. december – Morten Grunwald, dansk skuespiller (død 2018).
- 9. december – Judi Dench, engelsk skuespiller .
- 11. december - Leif Petersen, dansk dramatiker og forfatter (død 2025).
- 21. december – Ole Eduard Fischer Madsen, dansk fodboldlandsholdsspiller (død 2006).
- 28. december – Maggie Smith, engelsk skuespiller (død 2024).

## Dødsfald

### Januar
- 5. januar – Paul Fischer, dansk maler (født 1860).
- 6. januar – Herbert Chapman, engelsk fodboldtræner (født 1878).
- 11. januar – Fritz Johannsen, dansk civilingeniør og direktør (født 1855).
- 29. januar – Fritz Haber, tysk kemiker og nobelprismodtager (født 1868).

### Februar
- 14. februar – Frederik Jensen, dansk film- og revyskuespiller (født 1863).
- 17. februar – Albert I af Belgien, konge i Belgien 1909 – 1934 (født 1875).
- 23. februar – Edward Elgar, engelsk komponist (født 1857).
- 24. februar – Sophus Müller, dansk oldtidsforsker, arkæolog og professor (født 1846).

### Marts
- 4. marts – Matilde Bajer, dansk kvindesagsforkæmper (født 1840).
- 9. marts - Susanne Lindberg, dansk cykelrytter (født 1871).
- 13. marts - Fielder Jones, amerikansk baseballspiller (født 1871)
- 17. marts – Christian Gulmann, dansk journalist og chefredaktør (født 1869).

### April
- 3. april - Frederik Dalgas, dansk direktør (født 1866).
- 8. april – Frank C. Mars, amerikansk grundlægger (født 1883).
- 10. april – Hans Parkov, dansk politiker og borgmester (født 1857).
- 15. april – Karl Dane, dansk/amerikansk komiker og skuespiller (født 1886).

### Maj
- 17. maj – Cass Gilbert, amerikansk arkitekt (født 1859).
- 23. maj – Bonnie Parker og Clyde Barrow, amerikansk forbryderpar (født hhv. 1910 og 1909).
- 25. maj – Gustav Holst, engelsk komponist (The Planets) (født 1874).

### Juni
- 10. juni – Frederick Delius, engelsk komponist (født 1862).
- 10. juni – L.P. Gudme, dansk arkitekt (født 1861).
- 24. juni - Elith Reumert, dansk skuespiller og forfatter (født 1855).
- 30. juni – Kurt von Schleicher, tysk kansler (født 1882).

### Juli
- 2. juli - Ernst Röhm, tysk officer og chef i SA, myrdet i fængsel (født 1887).
- 4. juli – Marie Curie, polsk/fransk fysiker, kemiker og nobelprismodtager (født 1867).

### August
- 2. august – Paul von Hindenburg, tysk militær- og statsmand (født 1847).

### September
- 9. september – Roger Fry, engelsk maler (født 1866).

### Oktober
- 5. oktober – Jean Vigo, fransk filminstruktør (født 1905).
- 15. oktober – Raymond Poincaré, fransk præsident (født 1860).
- 17. oktober – Santiago Ramón y Cajal, spansk læge og nobelprismodtager (født 1852).
- 22. oktober – Jesper Tvede, dansk arkitekt (født 1879).
- 24. oktober – Harald Ostenfeld, dansk biskop (født 1864).

### November
- 16. november – Carl von Linde, tysk ingeniør og opfinder (født 1842).

### December
- 7. december – C.M.T. Cold, dansk politiker, minister og skibsreder (født 1863).
- 8. december – Bernhard Sekles, tysk komponist og musikpædagog (født 1872).
- 30. december – Peter Cornelius, kgl. dansk kammersanger (født 1865).

## Nobelprisen
- Fysik – Ingen uddeling
- Kemi – Harold Clayton Urey
- Medicin – George Hoyt Whipple, George Richards Minot, William Parry Murphy
- Litteratur – Luigi Pirandello
- Fred – Arthur Henderson

## Sport
- 4. februar – I Århus Svømmehal sætter hollænderen Willy den Ouden ny verdensrekord i 100 yards frisvømning: 59,8 sekunder.
- 11. februar – På hjemmebane i Oslo vinder Sonja Henie VM i kunstskøjteløb for ottende gang.
- 16. februar – Det første seksdagesløb i København skydes i gang.
- 24. februar – Willy den Ouden sætter i Amsterdam ny verdensrekord i 100 m frisvømning: 1:05,4 minutter.
- 17. april – Else Jacobsen sætter ny europarekord i 100 m brystsvømning med tiden 1:25,2 minutter i Århus Svømmehal.
- 28. april – Manchester City FC vinder den engelske FA Cup i fodbold.
- 1. maj – B.93 vinder danmarksmesterskabet i fodbold 1933-34 foran B 1903 og Frem.
- 6. maj – B.93 vinder Københavnsmesterskabet i fodbold 1933-34.
- 21. maj – Fodboldlandskamp i Københavns Idrætspark: Danmark – Polen 4-2.
- 10. juni – AGF vinder det jyske mesterskab i fodbold.
- 10. juni – Italien bliver verdensmestre i fodbold på hjemmebane i Rom ved at slå Tjekkoslovakiet i finalen: 2-1 efter forlænget spilletid.
- 17. juni – Danmark taber 3-5 til Sverige i en fodboldlandskamp i København.
- 6. juli – Fred Perry vinder Wimbledon-mesterskabet i herresingle.
- 24. juli – Den danske løber Henry Nielsen sætter på Stockholms Stadion ny verdensrekord i 3000 m-løb med tiden 8:18,4 minutter.
- 18. august – VM i landevejscykling for amatører bliver vundet af Kees Pellenaers fra Holland.
- 18. august – Den danske kajakroer Jørgen Bohm vinder EM i 10 km kajakroning.
- 23. september – I Oslo vinder Norge fodboldlandskampen over Danmark med 2-1.
- 7. oktober – Tysklands fodboldlandshold sejrer med 5-2 over Danmark i Københavns Idrætspark.
- 5. november – B.93 og Frem spiller 0-0 i pokalfinalen i fodbold.
- 18. november – B.93 sikrer sig "the double" ved at vinde pokalfinaleomkampen mod Frem med 4-2.
- 30. november – Det andet seksdagesløb nogensinde i København sættes i gang.

## Film
- Barken Margrethe af Danmark, dansk film.
- Flugten fra millionerne, dansk film.
- Lynet, dansk film.
- Skaf en sensation, dansk film.
- Ud i den kolde sne, dansk film.

## Bøger
- Karen Blixen: Seven Gothic Tales (engelsk førsteudgave af Syv fantastiske fortællinger)
- Agatha Christie: Mordet i Orientekspressen
- Robert Graves: Jeg, Claudius
- Henry Miller: Krebsens vendekreds
- Henry Roth: Kald det søvn